# Prix international Roi Baudouin pour le développement
Attribué tous les deux ans par la fondation Roi Baudouin, le prix international Roi Baudouin vise à couronner l’action de personnes ou d’organisations qui apportent une contribution significative au développement des pays du Sud. Le prix promeut une vision inclusive du développement.
Il s’efforce de récompenser des initiatives novatrices et exemplaires, qui offrent la possibilité aux populations locales de prendre en main leur propre développement, et ont le potentiel d’être reproduites ailleurs dans le monde.
D’une valeur de 150 000 €, le prix assure aussi à ses lauréats une promotion internationale.

## Lauréats
- 2018-19 - Wecyclers[1] - Nigeria
- 2016-17 - BarefootLaw - Ouganda, Farmerline - Ghana, Kytabu - Kenya
- 2014-15 - ADISCO - Burundi[2]
- 2012-13 - Bogaletch Gebre - Éthiopie
- 2010-11 - Dr Denis Mukwege - République démocratique du Congo
- 2008-09 - KBR68H - Indonésie
- 2006-07 - Front Line Defenders - Irlande
- 2004-05 - Ousmane Sy - Mali
- 2002-03 - Fairtrade Labelling Organizations International (FLO, secrétariat situé à Bonn) - Allemagne
- 2000-01 - Fundecor (Fundación para el Desarrollo de la Cordillera Volcánica Central) - Costa Rica
- 1998-99 - La Human Rights Commission of Pakistan, présidée par Mme Asma Jahangir - Pakistan
- 1996-97 - Mouvement des sans-terre - Brésil
- 1992-93 - The Grameen Bank - Bangladesh
- 1990-91 - The Kagiso Trust - Peace Foundation - Afrique du Sud
- 1988-89 - The Indian Council of Agricultural Research - Inde
- 1986-87 - The International Foundation for Science - Suède
- 1984-85 - Dr Walter Plowright - Royaume-Uni
- 1982-83 - Dr A.T. Ariyaratne - Sri Lanka
- 1980-81 - Paulo Freire - Brésil
- 1980-81 - Groupe consultatif pour la recherche agricole internationale - (GCRAI ou CGIAR)